# Eidgenössischer Stutzer 1851
De Eidgenössischer Stutzer 1851 of Feldstutzer 1851 is een geweer van Zwitserse makelij uit 1851.

## Omschrijving
De Eidgenössischer Stutzer 1851 was lange tijd het dienstwapen binnen het Zwitserse leger. Het was het eerste militaire geweer in het Zwitserse leger dat werd aangeschaft op nationaal niveau, door de Zwitserse Confederatie (federale overheid). Voordien werden de wapens geleverd door de Zwitserse kantons uit dewelke de soldaten afkomstig waren. Rond 1869 werd de Eidgenössischer Stutzer 1851 vervangen door een nieuw model, het Vetterli-geweer.